# Kool G Rap
Nathaniel Wilson (født 20. juli 1968), bedre kendt som Kool Genius of Rap eller bare Kool G. Rap, er en amerikansk rapper fra Queens, New York.
I hjembyen hang han ud med Eric B (fra Eric B & Rakim) og DJ Polo, med hvem han dannede gruppen Kool G. Rap & Polo. I 1986 udsendte de singlen 'It's a Demo/I'm Fly' gennem pladeselskabet Cold Chillin', der også blev gruppens faste pladeselskab.
I 1989 udsendte duoen 'Road to the Riches', der i store træk var produceret af Marley Marl, der også står bag klassikeren 'The Symphony', hvor Kool G. Rap krydser verbale klinger med Big Daddy Kane, Masta Ace og Craig G.
Med numre som 'Poison' og 'Truly Yours' markerede gruppen sig som en af de mere interessante. Denne status vedblev med albummet 'Wanted: Dead or Alive', der bl.a. indeholdt nummeret 'Erase Racism', fra 1990.
Med 'Live and Let Die' bevægede Kool G. Rap og Polo sig mod en hård gangstarapstil. Det resulterede i et album, der blev mødt med en del kritik på grund af albummets cover, der viste to frådende rottweilere foran to hængte hvide mænd.
Efterfølgende gik Kool G. Rap solo. Første eksempel på dette kunne høres på '4,5,6', der som de to følgende albums i store træk blev overset af både pressen og fans.
'The Giancana Story' fra 2002 var et comeback. På albummet præsenterede Kool G. Rap nogle af sine unge venner, der igen i 2003 fik en chance for at vise deres værd på 'Click of Respect'.

## Diskografi
Studiealbums
- 4,5,6 (1995)
- Roots of Evil (1998)
- The Giancana Story (2002)
- Riches, Royalty, Respect (2011)
- Return of the Don (2017)

Kollaborationsalbums
- Road to the Riches (med DJ Polo) (1989)
- Wanted: Dead or Alive (med DJ Polo) (1990)
- Live and Let Die (med DJ Polo) (1992)
- Click of Respect (med The 5 Family Click) (2003)
- Once Upon a Crime (med Necro som The Godfathers) (2013)
- Son of G Rap (med 38 Spesh)(2018)